# یوسوکه کورودا
یوسوکه کورودا (انگلیسی: Yōsuke Kuroda؛ زادهٔ ۲۹ مارس ۱۹۶۸) رمان‌نویس، و فیلم‌نامه‌نویس اهل ژاپن است.